# Diego Schwartzman
Diego Sebastián Schwartzman (* 16. srpna 1992 Buenos Aires) je argentinský profesionální tenista. Ve své dosavadní kariéře na okruhu ATP Tour vyhrál čtyři singlové turnaje, první trofej si odvezl z antukového Istanbul Open 2016. Na challengerech ATP a okruhu ITF získal šestnáct titulů ve dvouhře i ve čtyřhře.
Na žebříčku ATP byl ve dvouhře nejvýše klasifikován v říjnu 2020 na 8. místě a ve čtyřhře pak v lednu 2020 na 39. místě. Trénují ho bývalí argentinští tenisté Juan Ignacio Chela a Leonardo Olguin. Dříve tuto roli plnil Sebastián Prieto.
V argentinském daviscupovém týmu debutoval v roce 2015 utkáním Světové skupiny proti Brazílii, v němž po boku Carlose Berlocqa prohrál čtyřhru s párem Marcelo Melo a Bruno Soares. Argentinci postoupili 3:2 na zápasy. Do září 2024 v soutěži nastoupil k dvanácti mezistátním utkáním s bilancí 7–7 ve dvouhře a 0–1 ve čtyřhře.
Argentinu reprezentoval na odložených Letních olympijských hrách 2020 v Tokiu, kde v mužské dvouhře startoval jako šestý nasazený. Ve třetím kole jej však vyřadil pozdější stříbrný medailista Karen Chačanov. Do mužské čtyřhry zasáhl s Facundem Bagnisem. Na úvod podlehli německému páru Kevin Krawietz a Tim Pütz.
V květnu 2024 oznámil záměr ukončit kariéru na únorovém Argentina Open 2025.

## Tenisová kariéra
Profesionálem se stal v roce 2009. Prvním turnajem na okruhu ATP World Tour, kde si zahrál hlavní soutěž se stal únorový VTR Open 2013 ve Viña del Mar. Jako postoupivší kvalifikant skončil v úvodním kole na raketě krajana a pozdějšího vítěze Horacia Zeballose po třísetovém průběhu. Debutová výhra přišla o dva týdny později na Copa Claro 2013 v Buenos Aires, kam obdržel divokou kartu. V úvodním kole překvapivě zdolal čtvrtého nasazeného Brazilce Thomaze Bellucciho, aby mu ve druhé fázi vystavil stopku španělský antukář Tommy Robredo.
Na nejvyšší grandslamové úrovni si poprvé hlavní soutěž zahrál na French Open 2014, kde jako kvalifikant v prvním kole vyřadil Portugalce Gastãa Eliase, než podlehl turnajové čtyřce Rogeru Federerovi. O rok později na French Open 2015 přehrál Haidera-Maurera, aby v pětisetové bitvě druhého kola skončil na raketě třináctého nasazeného Gaëla Monfilse, když ztratil vedení 2–1 na sety. Na US Open 2014 byl na úvod vyřazen světovou jedničkou Novakem Djokovićem. Do grandslamového čtvrtfinále se poprvé probojoval na US Open 2017. Odešel z něj poražen od dvanáctého nasazeného Pabla Carreña Busty. Se vzrůstem 170 cm se stal nejmenším čtvrtfinalistou na „turnajích velké čtyřky“ od Peruánce Jaimeho Yzagy na US Open 1994, což komentoval slovy: „Tohle prostě není pro velký kluky“.
Do semifinále dvouhry ATP Tour poprvé došel na Istanbul Open 2015, kde hrál v roli osmého nasazeného. V utkání však nestačil na pozdějšího vítěze Federera ve třech setech. Do premiérového finále okruhu ATP Tour se probojoval na únorovém Brasil Open 2015, konaném na antukových dvorcích v São Paulu. V deblové soutěži v něm s Italem Paolem Lorenzim podlehli kolumbijské dvojici Juan Sebastián Cabal a Robert Farah.
Ve čtvrtfinále římského Internazionali BNL d'Italia 2020 porazil obhájce titulu a devítinásobného šampiona turnaje Rafaela Nadala, jenž odehrál první turnaj od srpnového obnovení sezóny přerušené kvůli pandemii covidu-19. Španěla zdolal až v desátém vzájemném utkání, do něhož vstupoval s bilancí zápasů 0–9 a poměrem setů 2–22. Proti členům první světové desítky vylepšil pasivní bilanci duelů na 8–28. Zopakoval tak semifinálovou účast z roku 2019 a podruhé v kariéře prošel do této fáze mastersu. K výhře dodal: „Bylo to šílené. Tenis je šílený. Naše střetnutí jsou vždy bláznivá. […] Dnes jsem předváděl svůj nejlepší tenis, velmi podobný tomu z Roland Garros před dvěma lety proti Rafovi“. Přes kanadskou světovou čtrnáctku Denise Shapovalova prošel do finále, v němž jej vyřadil první hráč žebříčku Novak Djoković ve dvou setech. V prvním z nich prohospodařil náskok dvou prolomených podání. Do semifinále grandslamu poprvé postoupil na navazujícím French Open 2020 po pětisetové bitvě proti dvojnásobnému obhájci finálové účasti a světové trojce Dominicu Thiemovi. Mezi poslední čtveřicí hráčů mu však římskou porážku oplatil pozdější šampion Rafael Nadal. V říjnu si zahrál finále na kolínském Bett1Hulks Championship 2020, v němž nestačil na Alexandra Zvereva. Bodový zisk z podzimní části sezóny mu premiérově zajistil poslední účastnické místo na londýnském Turnaji mistrů, ATP Finals 2020.

## Soukromý život
Narodil se roku 1992 v argentinské metropoli Buenos Aires do židovské rodiny Ricarda a Silvany Schwartzmanových. Během French Open 2024 oznámil zasnoubení s partnerkou Eugenií De Martinovou.

## Finále na okruhu ATP Tour
| Legenda                              |
| ------------------------------------ |
| D – dvouhra; Č – čtyřhra             |
| Grand Slam (0)                       |
| Turnaj mistrů (0)                    |
| ATP Tour Masters 1000 (0–1 D; 0–2 Č) |
| ATP Tour 500 (1–2 D)                 |
| ATP Tour 250 (3–7 D; 0–3 Č)          |

### Dvouhra: 14 (4–10)
| Stav      | č.  | datum          | turnaj                   | povrch    | soupeř ve finále    | výsledek                |
| --------- | --- | -------------- | ------------------------ | --------- | ------------------- | ----------------------- |
| Vítěz     | 1.  | 1. května 2016 | Istanbul, Turecko        | antuka    | Grigor Dimitrov     | 6–7(5–7), 7–6(7–4), 6–0 |
| Finalista | 1.  | 23. října 2016 | Antverpy, Belgie         | tvrdý (h) | Richard Gasquet     | 6–7(4–7), 1–6           |
| Finalista | 2.  | 22. října 2017 | Antverpy, Belgie (2)     | tvrdý (h) | Jo-Wilfried Tsonga  | 3–6, 5–7                |
| Vítěz     | 2.  | 25. února 2018 | Rio de Janeiro, Brazílie | antuka    | Fernando Verdasco   | 6–2, 6–3                |
| Finalista | 3.  | 17. února 2019 | Buenos Aires, Argentina  | antuka    | Marco Cecchinato    | 1–6, 2–6                |
| Vítěz     | 3.  | 4. srpna 2019  | Los Cabos, Mexiko        | tvrdý     | Taylor Fritz        | 7–6(8–6), 6–3           |
| Finalista | 4.  | 27. října 2019 | Vídeň, Rakousko          | tvrdý (h) | Dominic Thiem       | 6–3, 3–6, 4–6           |
| Finalista | 5.  | 10. února 2020 | Córdoba, Argentina       | antuka    | Cristian Garín      | 6–2, 4–6, 0–6           |
| Finalista | 6.  | 21. září 2020  | Řím, Itálie              | antuka    | Novak Djoković      | 5–7, 3–6                |
| Finalista | 7.  | 25. října 2020 | Kolín nad Rýnem, Německo | tvrdý (h) | Alexander Zverev    | 2–6, 1–6                |
| Vítěz     | 4.  | 7. března 2021 | Buenos Aires, Argentina  | antuka    | Francisco Cerúndolo | 6–1, 6–2                |
| Finalista | 8.  | 24. října 2021 | Antverpy, Belgie         | tvrdý (h) | Jannik Sinner       | 2–6, 2–6                |
| Finalista | 9.  | 13. února 2022 | Buenos Aires, Argentina  | antuka    | Casper Ruud         | 7–5, 2–6, 3–6           |
| Finalista | 10. | 20. února 2022 | Rio de Janeiro, Brazílie | antuka    | Carlos Alcaraz      | 4–6, 2–6                |

### Čtyřhra: 5 (0–5)
| Stav      | č. | datum           | turnaj                  | povrch | spoluhráč      | soupeři ve finále                 | výsledek               |
| --------- | -- | --------------- | ----------------------- | ------ | -------------- | --------------------------------- | ---------------------- |
| Finalista | 1. | 15. února 2015  | São Paulo, Brazílie     | antuka | Paolo Lorenzi  | Juan Sebastián Cabal Robert Farah | 4–6, 2–6               |
| Finalista | 2. | 1. května 2016  | Istanbul, Turecko       | antuka | Andrés Molteni | Flavio Cipolla Dudi Sela          | 3–6, 7–5, [7–10]       |
| Finalista | 3. | 17. února 2019  | Buenos Aires, Argentina | antuka | Dominic Thiem  | Máximo González Horacio Zeballos  | 1–6, 1–6               |
| Finalista | 4. | 19. května 2019 | Madrid, Španělsko       | antuka | Dominic Thiem  | Jean-Julien Rojer Horia Tecău     | 2–6, 3–6               |
| Finalista | 5. | květen 2022     | Řím, Itálie             | antuka | John Isner     | Nikola Mektić Mate Pavić          | 2-6, 7–6(8–6), [10–12] |

## Tituly na challengerech ATP
| Legenda                |
| ---------------------- |
| Challengery (8 D; 5 Č) |

### Dvouhra (6 titulů)
| č. | datum              | turnaj                   | povrch     | soupeř ve finále       | výsledek      |
| -- | ------------------ | ------------------------ | ---------- | ---------------------- | ------------- |
| 1. | 28. října 2012     | Buenos Aires, Argentina  | antuka     | Guillaume Rufin        | 6–1, 7–5      |
| 2. | 12. května 2014    | Aix-en-Provence, Francie | antuka     | Andreas Beck           | 6–7, 6–3, 6–2 |
| 3. | 10. srpna 2014     | Praha, Česko             | antuka     | Andre Ghem             | 6–4, 7–5      |
| 4. | 21. září 2014      | Campinas, Brazílie       | antuka     | Andre Ghem             | 4–6, 6–4, 7–5 |
| 5. | 19. října 2014     | San Juan, Argentina      | antuka     | João Souza             | 7–6, 6–3      |
| 6. | 23. listopadu 2014 | São Paulo, Brazílie      | antuka (h) | Guilherme Clezar       | 6–2, 6–3      |
| 7. | 11. září 2016      | Barranquilla, Kolumbie   | antuka     | Rogério Dutra da Silva | 6–4, 6–1      |
| 8. | 19. listopadu 2016 | Montevideo, Uruguay      | antuka     | Rogério Dutra da Silva | 6–4, 6–1      |

### Čtyřhra (5 titulů)
| č. | datum          | turnaj                   | povrch | spoluhráč        | soupeři ve finále                 | výsledek              |
| -- | -------------- | ------------------------ | ------ | ---------------- | --------------------------------- | --------------------- |
| 1. | 21. října 2013 | Buenos Aires, Argentina  | antuka | Máximo González  | André Ghem Rogério Dutra da Silva | 6–3, 7–5              |
| 2. | 14. dubna 2014 | São Paulo, Brazílie      | antuka | Guido Pella      | Máximo González Andrés Molteni    | 1–6, 6–3, [10–4]      |
| 3. | 5. května 2014 | Aix-en-Provence, Francie | antuka | Horacio Zeballos | Andreas Beck Martin Fischer       | 6–4, 3–6, [10–5]      |
| 4. | 15. září 2014  | Campinas, Brazílie       | antuka | Facundo Bagnis   | André Ghem Fabricio Neis          | 7–6(7–4), 5–7, [10–7] |
| 5. | listopad 2016  | Montevideo, Uruguay      | antuka | Andrés Molteni   | Fabiano de Paula Cristian Garín   | bez boje              |